# Обсерватория Фабра
Обсерватория Фабра (исп. Observatorio Fabra) — астрономическая обсерватория, расположенная на северо-западе Барселоны, Каталония. Обсерватория располагается на высоте 415 метров над уровнем моря. Открытие обсерватории состоялось в 1904 году. Основателем и первым директором обсерватории на протяжении более тридцати лет был испанский астроном Хосе Комас-Сола. В настоящее время обсерватория входит в состав Королевской академии наук и искусств в Барселоне. Главная деятельность направлена на исследование астероидов и комет. В списке самых старых обсерваторий, действующих до настоящего времени, обсерватория Фабра занимает четвёртое место.